# Кім Дон Хьон
Кім Дон Хьон (кор. 김동현) — південнокорейський бобслеїст,  олімпійський медаліст. 
Срібну олімпійську медаль Кім Дон Хьон виборов на Пхьончханській олімпіаді 2018 року на змаганнях на бобах-четвірках.

## Зовнішні посилання
- Досьє на сайті IBSF [Архівовано 28 лютого 2018 у Wayback Machine.]

## Виноски
1. 1 2 3 4 5 6  Olympedia — 2006.
2. 1 2 3 4  IBSF database
3. ↑  Four-man results (PDF). Архів оригіналу (PDF) за 25 лютого 2018. Процитовано 21 березня 2018.